# Gabrielle Radziwill
Princesa Gabrielle Jeanne Anne Marie Radziwill (Berlín, 1877–1968) fue una enfermera, activista de los derechos de las mujeres y pacifista lituana. Fue una de las primeras mujeres en unirse a la Sociedad de las Naciones, donde estuvo activa de 1920 a 1934.

## Trayectoria
Antes de unirse al Secretariado de la Sociedad de las Naciones en noviembre de 1920, Radziwill estuvo dos años trabajando para la Cruz Roja rusa en el frente ruso-persa, donde estaba al cargo de los hospitales. Activa en las organizaciones de mujeres, en la Sociedad fue una gran defensora de los intereses de las mujeres, realizando llamamientos a la cooperación con el movimiento de las mujeres. En lo relativo a las relaciones entre la Sociedad y las agrupaciones de las mujeres, insistía: "Siempre estaré lista para hacer lo que pueda para ayudar y promover los objetivos de las organizaciones de mujeres — ¡incluso cuándo no esté de acuerdo con ellas!"
En la Sociedad de las Naciones, estuvo inicialmente empleada como Ayudante Senior en la Sección de Información pero luego fue ascendida a Miembro de Sección en 1927. En 1931, fue transferida a la Sección de Cuestiones Sociales y Tráfico de Opio y, en 1934, a la Sección de Cooperación Intelectual y de Agencias Internacionales, donde trabajó hasta que  lo dejó en diciembre de 1938.
Participó como ponente en el congreso del Consejo Internacional de Mujeres en 1925, donde anunció que la "Sociedad necesita el trabajo de las mujeres, y nosotras las mujeres necesitamos la ayuda de la Sociedad de las Naciones, porque el trabajo que estamos haciendo puede dar fruto solamente si es realmente aprobado por nuestros Gobiernos, y nosotros las mujeres tenemos que ayudar a que esta aprobación sea dada."